# فيليبي غونثاليث
فيليبي غونثاليث ماركيث (بالإسبانية: Felipe González Márquez، ولد في 5 مارس 1942، إشبيلية، إسبانيا) هو سياسي إسباني، الأمين العام لحزب العمال الاشتراكي الإسباني من 1974 إلى 1997، وثالث رئيس وزراء منذ استعادة الديمقراطية في إسبانيا، من 1982 إلى 1996.
أمضى 13 عاماً في رئاسة مجلس الوزراء، وهي أطول مدة ليس في الفترة الديمقراطية فقط، بل في كل تاريخ إسبانيا الحديث. تحت قيادته، حقق الحزب الاشتراكى الإسباني مرتين متتاليتين أغلبيات مطلقة: سنة 1982، ب 202 نائباً في الكونغرس، وفي 1986، حيث فاز في الانتخابات ب 184 نواب، وأيضا في 1989 حقق 175 عضواً. على النقيض من ذلك في عام 1993، خسر الحزب الاشتراكي الإسباني الأغلبية المطلقة، حيث حقق سوى 159 نائباً. وفي عام 1996، خسر الانتخابات بعد حصوله على 141 من الأعضاء مقارنة ب ال 156 التي حصل عليها الحزب الشعبي.

## وصلات خارجية
- فيليبي غونثاليث على موقع IMDb (الإنجليزية)
- فيليبي غونثاليث على موقع الموسوعة البريطانية (الإنجليزية)
- فيليبي غونثاليث على موقع مونزينجر (الألمانية)
- فيليبي غونثاليث على موقع قاعدة بيانات الفيلم (الإنجليزية)

- (بالإسبانية) نبذة عن فيليبي غونثاليث